# Арриола, Пол
Пол Джозеф Арриола Хендрикс (англ. Paul Joseph Arriola Hendricks; род. 5 февраля 1995, Чула-Виста, Калифорния, США) — американский футболист, нападающий клуба «Даллас» и сборной США.
Дедушка и бабушка Арриолы иммигрировали в США из Мексики.

## Клубная карьера
Арриола начал заниматься в футболом в «Ай-эм-джи Соккер Академи». Он провёл год в академии, после чего выступал за молодёжную команду местного «Арсенала». В 2012 году Пол поступил в футбольную школу клуба «Лос-Анджелес Гэлакси» и даже сыграл несколько матчей за резервную команду. В том же году на Арриолу вышел мексиканский клуб «Тихуана». Пол выбрал Мексику, несмотря на более выгодное предложение от «Гэлакси». Он объяснил своё решение близостью от дома, а также наличием в составе команды Джо Короны, Грега Гарсы, Эркулеса Гомеса и Эдгара Кастильо, родители или родственники которых являются иммигрантами, как и сам Арриола.
20 июля 2013 года в матче против «Атласа» Пол дебютировал в мексиканской Примере, отметившись голевой передачей на Дарио Бенедетто. 18 августа в поединке против «Монтеррея» он забил свой первый гол за «шолос».
В октябре 2013 года Арриола был отдан в аренду аффилированному с «Тихуаной» клубу лиги Ассенсо МХ «Дорадос де Синалоа». Свой дебют за «Дорадос», 15 января 2014 года в матче Кубка Мексики против «Эстудиантес Текос», он отметил голом.
9 августа 2017 года Арриола перешёл в клуб MLS «Ди Си Юнайтед» за рекордные для вашингтонцев более чем $3 млн, получив статус молодого назначенного игрока, также «Юнайтед» выплатил $500 тыс. в распределительных средствах «Лос-Анджелес Гэлакси» за права на игрока в лиге. За «Ди Си Юнайтед» он дебютировал 23 августа в матче против «Реал Солт-Лейк». 22 октября в матче заключительного тура сезона 2017 против «Нью-Йорк Ред Буллз» забил свой первый гол за «Ди Си», также ставший последним голом клуба на «РФК Стэдиум». 14 июля 2018 года в матче открытия нового стадиона «Ди Си Юнайтед» — «Ауди Филд», в котором вашингтонский клуб встретился с «Ванкувер Уайткэпс», оформил дубль. 15 февраля 2020 года в предсезонном матче с «Орландо Сити» получил тяжёлую травму — частичный разрыв передней крестообразной связки правого колена, из-за чего пропустил почти весь сезон. 27 июля Арриола продлил контракт с «Ди Си Юнайтед» до конца сезона 2023 с опцией на сезон 2024. Вернулся на поле после травмы девять месяцев спустя, в матче заключительного тура сезона 2020 против «Монреаль Импакт».
1 февраля 2021 года Арриола отправился в аренду в клуб английского Чемпионшипа «Суонси Сити» до конца сезона 2020/21 без опции выкупа. За «Суонси Сити» дебютировал 10 февраля в матче пятого раунда Кубка Англии 2020/21 против «Манчестер Сити». 31 марта досрочно вернулся из аренды, после того как получил травму квадрицепса, из-за которой выбыл из строя на 4—6 недель.
26 января 2022 года Арриола был приобретён «Далласом» за $2 млн в общих распределительных средствах. «Ди Си Юнайтед» также сохранил 30 % от стоимости его возможного трансфера из «Далласа» за пределы MLS и мог получить дополнительно до $300 тыс. в общих распределительных средствах в зависимости от достижения им определённых показателей. 4 февраля Арриола подписал с «Далласом» новый четырёхлетний контракт до конца сезона 2025 с опцией продления на сезон 2026. За техасский клуб он дебютировал 26 февраля в матче стартового тура сезона 2022 против «Торонто», отметившись голевой передачей. 19 марта в матче против «Портленд Тимберс» он забил свой первый гол за «Даллас». В мае Арриола забил шесть голов, за что был назван игроком месяца в MLS.

## Международная карьера
В 2011 году в составе юношеской сборной США Арриола стал победителем юношеского чемпионата КОНКАКАФ в Ямайке. На турнире он был запасным и на поле не вышел. Летом того же года Арриола выступал на юношеском чемпионате мира в Мексике. На турнире он принял участие в матчах против команд Чехии, Узбекистана и Германии.
В 2015 году Пол был включён в заявку молодёжной сборной США на участие в молодёжном чемпионате КОНКАКАФ на Ямайке. На турнире он сыграл в матчах против молодёжных команд Гватемалы, Арубы, Ямайки, Сальвадора, Панамы и Тринидада и Тобаго. В поединке против сальвадорцев Арриола забил гол.
В том же году в составе молодёжной сборной США Пол принял участие в молодёжном чемпионате мира в Новой Зеландии. На турнире он сыграл в матчах против команд Новой Зеландии, Украины, Колумбии и Сербии.
22 мая 2016 года в товарищеском матче против сборной Пуэрто-Рико Арриола дебютировал за сборную США, отметившись голом и голевой передачей.
В 2017 году Арриола стал обладателем Золотого кубка КОНКАКАФ. На турнире он сыграл в матчах против сборных Панамы, Мартиники, Сальвадора, Коста-Рики и Ямайки.
Арриола был включён в состав сборной США на Золотой кубок КОНКАКАФ 2019. В первом матче в групповом раунде против сборной Гайаны забил гол на 28-й минуте и вместе с командой добился победы со счётом 4:0. Во втором матче против сборной Тринидада и Тобаго забил гол, а США победила со счётом 6:0.
Был включён в состав сборной на Золотой кубок КОНКАКАФ 2021.

### Голы за сборную США
| #  | Дата            | Место                                           | Противник         | Счёт | Результат | Соревнование                       |
| -- | --------------- | ----------------------------------------------- | ----------------- | ---- | --------- | ---------------------------------- |
| 1. | 22 мая 2016     | Хуан Рамон Лоубриэль, Баямон, Пуэрто-Рико       | Пуэрто-Рико       | 1:3  | 1:3       | Товарищеский матч                  |
| 2. | 6 сентября 2016 | Эвербанк Филд, Джэксонвилл, США                 | Тринидад и Тобаго | 4:0  | 4:0       | Чемпионат мира 2018 (квалификация) |
| 3. | 2 февраля 2019  | Авайя Стэдиум, Сан-Хосе, США                    | Коста-Рика        | 2:0  | 2:0       | Товарищеский матч                  |
| 4. | 18 июня 2019    | Аллианц Филд, Сент-Пол, США                     | Гайана            | 1:0  | 4:0       | Золотой кубок КОНКАКАФ 2019        |
| 5. | 22 июня 2019    | Фёрст-Энерджи Стэдиум, Кливленд, США            | Тринидад и Тобаго | 5:0  | 6:0       | Золотой кубок КОНКАКАФ 2019        |
| 6. | 9 декабря 2020  | Интер Майами Си-эф Стэдиум, Форт-Лодердейл, США | Сальвадор         | 1:0  | 6:0       | Товарищеский матч                  |
| 7. | 31 января 2021  | Эксплория Стэдиум, Орландо, США                 | Тринидад и Тобаго | 3:0  | 7:0       | Товарищеский матч                  |
| 8. | 31 января 2021  | Эксплория Стэдиум, Орландо, США                 | Тринидад и Тобаго | 4:0  | 7:0       | Товарищеский матч                  |
| 9. | 27 марта 2022   | Эксплория Стэдиум, Орландо, США                 | Панама            | 2:0  | 5:1       | Чемпионат мира 2022 (квалификация) |

## Достижения
Командные
 США (до 17)
- Юношеский чемпионат КОНКАКАФ: 2011

 США
- Золотой кубок КОНКАКАФ: 2017, 2021

Индивидуальные
- Игрок месяца в MLS: май 2022